# Lars Hörmander
Lars Valter Hörmander (Mjällby, 24 gennaio 1931 – Lund, 25 novembre 2012) è stato un matematico svedese, noto per i suoi contributi alla teoria delle equazioni alle derivate parziali.

## Biografia
Come i suoi fratelli più grandi, Hörmander frequentò la scuola elementare in un paese vicino al suo villaggio natale, situato nel Blekinge, nel sud della Svezia. Svolse quindi i suoi studi liceali a Lund, in un istituto che al momento stava sperimentando una riduzione delle ore quotidiane di lezione: Hörmander fu positivamente influenzato dalla quantità di tempo liberamente dedicato allo studio e dall'entusiasmo del docente di matematica, che lo incoraggiò a proseguire negli studi universitari.
Hörmander iniziò a fare ricerca nell'ambito dell'analisi funzionale, e più precisamente dell'analisi armonica sotto la supervisione di Marcel Riesz (fratello dell'altro importante matematico Frigyes Riesz). Passò quindi allo studio delle equazioni alle derivate parziali.
Dopo la tesi, Hörmander si spostò per brevi periodi alla Università di Chicago, all'Università del Kansas, all'Università del Minnesota, e infine al Courant Institute of Mathematical Sciences di New York. Nel 1957 fu nominato professore all'Università di Stoccolma. Tornò a visitare gli Stati Uniti nel 1960 e 1961, e d'estate come professore alla Stanford University. Scrisse a Stanford gran parte del suo primo libro sulle equazioni alle derivate parziali. Nel 1962 ricevette, con sua grande sorpresa, la medaglia Fields al Congresso Internazionale dei Matematici che si tenne a Stoccolma, alla cui organizzazione aveva contribuito.
Nel 1967 si spostò a Lund, dove rimase fino al 1996, anno del suo ritiro. In questi anni continuò a visitare frequentemente gli Stati Uniti. Fu vicepresidente dell'Unione Matematica Internazionale dal 1987 al 1990. Ricevette nel 1988 il Premio Wolf.